# Sant Lleí de Ribera d'Urgellet
Sant Lleí de Ribera d'Urgellet és una església de Ribera d'Urgellet (Alt Urgell) inclosa a l'Inventari del Patrimoni Arquitectònic de Catalunya.

## Descripció
Edifici religiós d'una nau coberta amb volta. Té tres absis disposats en forma de creu. Porta amb arquivolta, finestra, ull de bou i campanar de paret de dos ulls al frontis. Construcció rústega amb aparell arrebossat. Possiblement d'origen romànic.